# Capitolino (console 274)
Capitolino (latino: Capitolinus; fl. 274) è stato un politico romano, console posterior del 274 assieme all'imperatore Aureliano.
Si ritiene che il collega scelto dall'imperatore per il proprio secondo consolato, assunto in occasione dei quinquennalia, sia stato un personaggio di rilievo, ma non si conosce nulla di Capitolino, a parte il suo consolato.